# Disbelief
I Disbelief sono un gruppo death metal/doom metal tedesco nato nello stato federale dell'Assia nel 1990.
Il gruppo ha pubblicato finora 10 album registrati in studio, di cui l'ultimo, The Ground Collapses, nel 2020.

## Formazione

### Formazione attuale
- Karsten Jäge - voce
- Jonas Khalil - chitarra
- Witali Weber - chitarra
- Jochen Trunk - basso
- Kai Bergerin - batteria

### Ex componenti
- Markus Knap – batteria
- Denis Musiol – chitarra, basso
- Jan-Dirk Löffler – chitarra
- Tommy Fritsch – chitarra
- Olly Lenz – chitarra

## Discografia

### Album in studio
- 1997 – Disbelief
- 1998 – Infected
- 2001 – Worst Enemy
- 2002 – Shine
- 2003 – Spreading the Rage
- 2003 – 66Sick
- 2007 – Navigator
- 2009 – Protected Hell
- 2010 – Heal
- 2017 – The Symbol of Death
- 2020 - The Ground Collapses

### Cofanetti
- 2005 – Disbelief / Infected
- 2006 – Platinum Edition

### Demo
- 1992 – Promotion Tape
- 1993 – Unbound
- 1995 – Choice
- 1995 – Promo Tape 1995

### Singoli
- 2005 – 66Sick Clubpromo
- 2019 - The Waiting

### Split
- 2003 – Nuclear Blast Records Presents: Hypocrisy, Kataklysm, Disbelief (con gli Hypocrisy e i Kataklysm)[2]